# Black Dog (film 1998)
Black Dog è un film statunitense del 1998 diretto da Kevin Hooks.

## Trama
Il camionista Jack Crews accetta di effettuare illegalmente una misteriosa consegna, partendo da Atlanta con destinazione New Jersey, per conto del suo datore di lavoro Cutler, in cambio di 10.000 dollari, somma che gli occorre per riscattare l'ipoteca sulla sua abitazione.
Ignaro di stare trasportando un ingente carico bellico, Jack si ritrova alle calcagna sia il boss mafioso Red che vorrebbe impossessarsene, sia l'FBI intenzionata a stroncare il traffico illegale di armi. Jack inizia una corsa contro il tempo per consegnare la merce e così salvare la moglie e la figlioletta, nel frattempo rapite da Cutler come arma di ricatto, per assicurarsi che la spedizione giunga in porto.

## Produzione
Il titolo del film deriva dall'allucinazione di cui anni prima è stato vittima il protagonista, ovvero la visione di un enorme cane nero (in lingua originale black dog) in furiosa corsa verso di lui, causata dallo stress da guida eccessiva del suo autoarticolato.
Come spesso accade nella storia del cinema, Patrick Swayze non fu la prima scelta per il ruolo di Jack Crews; infatti, egli prese il posto dell'attore Kevin Sorbo (il protagonista della serie televisiva Hercules), il quale dovette rinunciare alla parte perché venne colpito da un aneurisma.

## Riprese
Durante le riprese nella cittadina di Wilmington (NC), tre membri della troupe sono rimasti feriti a causa di un'esplosione avvenuta sul set. Per tale motivo, lo stato del Carolina del Nord ha multato i produttori di 16.800 dollari.
Le riprese sul ponte sono state effettuate al Cape Fear Memorial Bridge, mentre le scene all'interno degli uffici dell'FBI sono state eseguite nel Georgia-Pacific Bulding di Atlanta.

## Colonna sonora
Il commento musicale del film è opera di George S. Clinton, tuttavia nella colonna sonora ci sono diversi brani di artisti country.
Questi i titoli e i rispettivi esecutori:
- On Down the Line - Patty Loveless
- Highway Junkie - Gary Allan
- Road Man - Big House
- Drivin' My Life Away - Rhett Akins
- Man with 18 Wheels - Lee Ann Womack
- My Greatest Fear - Randy Travis
- I Wanna Remember This - Linda Davis
- What Livin's All About - Rhett Akins
- We Can't All Be Angels - David Lee Murphy
- Hammer Goin' Down - Chris Knight
- Nowhere Road - Steve Earle
- Drivin' All Night Long - Jack Ingram

La colonna sonora fu pubblicata su CD dalla Decca/MCA il 28 aprile 1998 per il mercato statunitense, e dalla Universal Distribuition il 17 agosto dello stesso anno per il resto del mondo. In entrambe le versioni risulta mancante il brano What Livin's All About.